# Brodeur (półwysep)
Półwysep Brodeur – niezamieszkany półwysep Ziemi Baffina w północnej Kanadzie, na obszarze terytorium Nunavut i regionu Qikiqtaaluk. Znajduje się w północno-zachodniej częśni wyspy i opływają go wody cieśniny Księcia Regenta, cieśniny Lancastera i cieśniny Admiralicji. Z główną częścią Ziemi Baffina jest połączony wąskim przesmykiem. 
Krajobraz półwyspu jest głównie skalisty z brzegami klifowymi. Na obszarze Brodeur znajduje się Ostoja Ptaków IBA (#NU065), o powierzchni 2633,87 km². Występuje tam m.in. chroniona mewa modrodzioba. Na półwyspie znajdują się też tereny godowe niedźwiedzi polarnych.
Na półwyspie prowadzi się intensywne badania związane z poszukiwaniem możliwości wydobywania zasobów naturalnych, głównie diamentów.